# Aqtau
Aqtau of Aqtaw (Kazachs: Ақтау, Aqtaū; Russisch: (vroeger) Шевченко; Sjevtsjenko, (nu): Актау; Aktaoe) is een - met district gelijkgestelde - stad in Kazachstan en is de hoofdplaats van de oblast Mañğıstaw. Bij de volkstelling van 2009 telde Aqtau 170.000 inwoners, waarvan 65 % Kazachen en 23 % Russen. 
Aqtau is een van de grootste steden in het westen van Kazachstan. De stad is gelegen aan de Kaspische Zee en herbergt de enige haven van het land aan de Kaspische Zee. Aqtau betekent letterlijk 'witte berg' en is vernoemd naar een grote kliffen die uitkijken over zee. Aqtau werd aanvankelijk gebouwd als kamp voor arbeiders in de olie-industrie. In 1961 werd de eerste nederzetting gebouwd. Van 1963 tot 1991 had de stad de naam Sjevtsjenko. Dit was een verwijzing naar de Oekraïense dichter Taras Sjevtsjenko. Deze was vanwege zijn politieke opvattingen verbannen naar dit gebied. Na de instorting van de Sovjet-Unie en de onafhankelijkheid van Kazachstan kreeg de stad haar nieuwe naam.
De stad herbergde ooit een eigen kerncentrale. Deze werd in 1973 geopend en sloot in 1999. De stad heeft ook eigen luchthaven en treinstation. Ten zuiden van de stad liggen verschillende toeristenresorts. De meeste toeristen komen uit andere delen van Kazachstan.

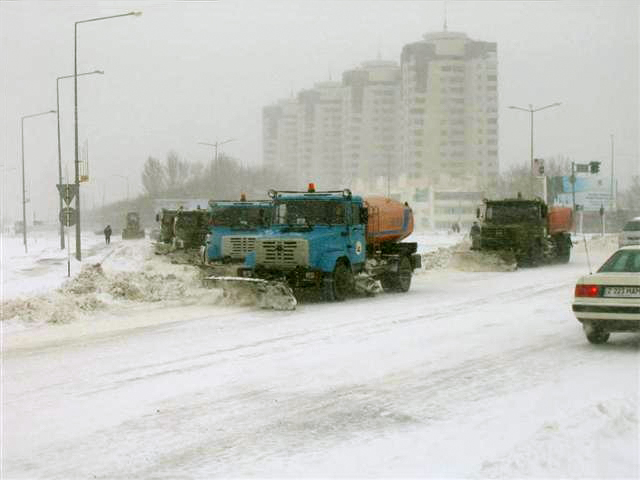
Aqtau

## Geboren
- Jelena Ilinych (1994), kunstschaatsster